# Edinburgh Central Mosque

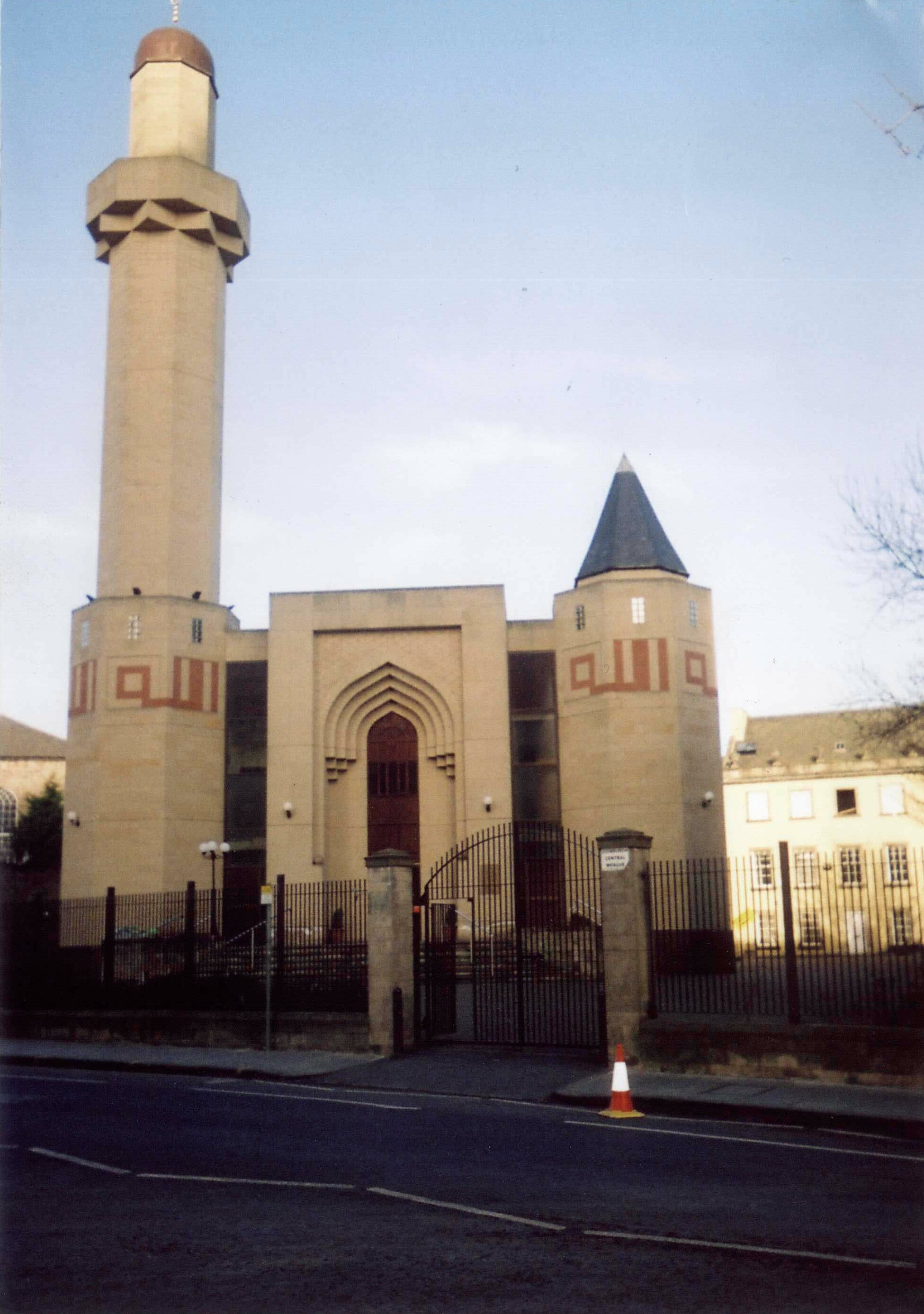
Edinburgh Central Mosque

Die Edinburgh Central Mosque („Zentralmoschee Edinburgh“, offizielle Bezeichnung King Fahd Mosque and Islamic Centre of Edinburgh) befindet sich in der Potterrow in der Nähe des Zentralbereichs der University of Edinburgh und der National Museums of Scotland. Die Moschee und das Islamische Zentrum wurden entworfen von Basil Al-Bayati, die Bauzeit dauerte mehr als sechs Jahre und die Kosten betrugen 3,5 Millionen Pfund. Die Haupthalle kann mehr als 1000 Gläubige aufnehmen, wobei die Frauen ihr Gebet auf einem Balkon mit Überblick über die Halle verrichten. Das Gotteshaus ist typischerweise mit Kronleuchter und einem enorm großen Teppich ausgestattet, Möblierung ist kaum vorhanden.

## Geschichte
Vor dem Bau der Moschee gab es keinen geeigneten Ort, der groß genug war, den Anforderungen der Muslime in der Innenstadt Edinburghs gerecht zu werden. Als die Zahl der Muslime stieg, wurde eine größere Moschee rentabel. Letztendlich waren die Projektleiter in der Lage, ein Grundstück vom Stadtrat zu erwerben, mit der Bedingung, dass ein existierendes denkmalgeschütztes Gebäude erhalten und genutzt werden würde. Das Projekt geriet in Finanzierungsschwierigkeiten, die allerdings gelöst wurden, als König Fahd ibn Abd al-Aziz von Saudi-Arabien 90 % der Gesamtkosten dem Projekt spendete. Am 31. Juli 1998 (8. Rabiʿ ath-thani 1419) wurde die Moschee von seinem Sohn Prinz Abdul Aziz Bin Fahd eröffnet, der Schirmherr des Projektes war.

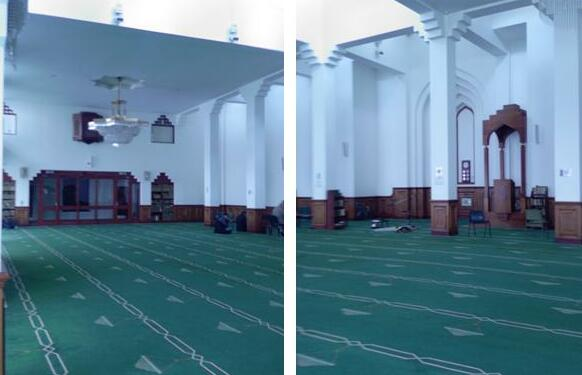
Ansichten der Gebetshalle